# Eusparassus flavovittatus
Eusparassus flavovittatus är en spindelart som beskrevs av Lodovico di Caporiacco 1935. Eusparassus flavovittatus ingår i släktet Eusparassus och familjen jättekrabbspindlar. Inga underarter finns listade i Catalogue of Life.